# NGC 4423
NGC 4423 (również PGC 40801 lub UGC 7556) – galaktyka spiralna (Sd), znajdująca się w gwiazdozbiorze Panny. Odkrył ją William Herschel 13 kwietnia 1784 roku. Należy do Gromady w Pannie.